# 布拉维克·弗鲁日瑙
布拉维克·弗鲁日瑙（匈牙利語：Brávik Fruzsina，1986年10月6日—），匈牙利女子水球运动员。她曾代表匈牙利国家队参加2008年夏季奥林匹克运动会女子水球比赛，获得第四名。